# أحلام جامحة (أغنية تايلور سويفت)
أحلام جامحة (بالإنجليزية: Wildest Dreams) هي أغنية للمغنية الأمريكية تايلور سويفت مِن ألبومها الخامس 1989. أطلقتْ شركة بيغ ماشين ريكوردز الأغنية في 31 أغسطس 2015 كخامس أغنية منفردة مِن الألبوم. كما تُعدّ الأغنية ثامن أغنية في الألبوم. شارك تايلور سويفت في كتابة الأغنية المنتجيّن ماكس مارتن وشيلباك.
لاقتْ الأغنية استحسان النقاد الذين أثنوا على تركيبة الأغنية كما قارنوها بأعمال المغنية الأمريكية لانا دِلْ راي غير إن النقاد تفاوتوا في آراءهم حول الفيديو كليب المُصاحب للأغنية. احتلتْ الأغنية المركز الخامس في قائمة بيلبورد.

## تركيبة الأغنية
كتبتْ تايلور سويفت الأغنية مع ماكس مارتن وشيلباك. تُناشد سويفت في الأغنية حبيبها ليتذكرها بعد انتهاء علاقتهما. قارن النقاد بين الأغنية وأعمال المغنية الأمريكية لانا دِلْ راي. تُصنف الأغنية موسيقياً ضمن البوب والدريم-بوب. تتضمن الأغنية تسجيل تايلور سويفت لنبضات قلبها والتي اُسْتُعِملَتْ كإيقاع للأغنية.

## آراء النقاد
لاقتْ الأغنية إجمالاً استحساناً من النقاد. وصف موقع سبوتنيك موزيك الأغنية بأنها ‘‘جياشة’’. كتبَ كوري بيلسي في مجلة بوبماترز ‘‘إن سويفت تقوم بأكثر من مجرد تقليد لانا دِلْ راي حيث يُهيّمن على صوتها طبقة عميقة تستحضر بها أجواء أغانِ لانا دِلْ راي المُتقدة.’’ كتبتْ مارا إيكين مِن موقع أي.في. كلوب أن ‘‘سويفت تُخفض صوتها لبضعة نوتات ليتشابه صوتها المرح (في العادة) مع صوت لانا دِلْ راي الغليظ.’’ لاحظ أيضاً أليكسيس بيتريديز في صحيفة الغارديان تأثير لانا دِلْ راي على سويفت حيث كتب ‘‘حوّلتْ سويفت شخصية الفتاة المثيرة للشفقة والتي تلاحق وتبكي حبيبها... لتُصبح الضحية هي الرجل الذي حُكِمَ عليه أن تلاحقه ذِكراها  لبقية حياته’’. غير إن جيم أسواد مِن مجلة بيلبورد كتب أنه مِن الغير الواضح ما إن كانت الأغنية ‘‘أصيلة أم مجرد سخرية’’.

## فيديو كليب

في الفيديو كليب، تصوّر سويفت الممثلة إليزابيث تايلور، في حين أن إيستوود يصور الممثل ريتشارد برتون.

الفيديو كليب لأغنية «أحلام جامحة (Wildest Dreams)» مِن إخراج جوزيف خان الذي عمل مع تايلور سويفت في فيديو أغنية «مساحة فارغة (Blank Spaces)» وفيديو أغنية «ضغينة (Bad Blood)». جرى تصوير الفيديو في أفريقيا وكاليفورنيا. يلعب دور حبيب تايلور سويفت في الفيديو سكوت إيستوود ابن المخرج الأمريكي كلينت إيستوود. قال جوزيف خان أن الفيديو مستوحى مِن أعمال الممثلة الأمريكية إليزابيث تايلور والممثل الويلزيّ ريتشارد برتون وأفلام من قبيل الملكة الإفريقية، الخروج من أفريقيا، المريض الإنجليزي.
كتبَ مايك واس في موقع أيدولايتور أن الفيديو جرى إعداده ‘‘بمجهود أكبر’’ من فيديوهات سويفت السابقة. كتبتْ بريتني سبانوس في مجلة رولينغ ستون بأن المؤثرات البصرية للفيديو تُحاكي ‘‘رونق هوليوود السابق’’.
انتقدتْ فيفان روتابينغوا وجيمس كاساغا الفيديو في إذاعة إن بي أر لأنه ‘‘يُقدّم صورة جذابة لنظرة الاستعمار الأبيض لأفريقيا ويتجاهل وحشية الاستعمار’’. وأضافا ‘‘نحن لا نلوم تايلور سويفت بل العاملين على هذا الفيديو’’.
كتبتْ لوريتا شارلتون في موقع فولتشر رداً على تلك الانتقادات ‘‘أنا امرأة سوداء. والجميع كان يقول أنه يجب أن أغضب من فيديو تايلور سويفت الذي يُقدّم أفريقيا مليئةً بالبيض... العنصرية قضية حقيقية والاستعمار قضية حقيقية لكن تايلور سويفت ليست عنصرية والفيديو لا يُروّج للاستعمار’’.

## أفراد العمل
- تايلور سويفت ــ صوت رئيسي، كاتبة، أصوات ثانوية، نبض قلب.
- ماكس مارتن ــ مُنتج، كاتب، عزف بيانو، برمجة.
- شيلباك ــ مُنتج، كاتب، عزف غيتار منفرد، برمجة.
- مايكل إلبرت، سام هولاند، كوري بايس ــ تسجيل.